# Inverted Jenny
 For alternative betydninger, se Jenny (flertydig).
Inverted Jenny (Omvendte Jenny) er et amerikansk frimærke udgivet første gang den 10. maj 1918, hvor billedet af Curtiss JN-4-flyvemaskinen gengivet i midten af designet fejlagtigt var trykt på hovedet; det er sandsynligvis den mest kendte fejl i amerikansk filateli. Kun ét ark med 100 af det omvendte frimærke blev nogensinde fundet, hvilket gør dette fejltryk til en af de mest prissatte i filateliens verden. I december 2007 solgte et postfrisk eksemplar for den nette sum af 825.000 amerikanske dollar.